# Antonio Skármeta
Esteban Antonio Skármeta Vranicic  (Antofagasta, 7. studenog 1940. – Santiago de Chile, 15. listopada 2024.) bio je čileanski pisac, filmski scenarist, glumac, pripovjedač, romanopisac, esejist, pisac scenarija za film i televiziju i radijski redatelj hrvatskog podrijetla, s otoka Brača, iz Bobovišća. Roditelji su mu čileanski Hrvati Antonio Skármeta Simunovic i Magdalena Vranicic. Posjeduje hrvatsku putovnicu. Njegova djela na hrvatski prevode Marija Roščić i Marta Tomić. Podrijetlom je iz bračkog mjesta Bobovišća. Književnikom je uvelike postao zahvaljujući svojoj baki koja ga je tjerala izmišljati joj priče i potom joj ih pričati.
Jedan je od najbitnijih suvremenih čileanskih i hispanoameričkih književnika. Hrvatske teme pojavljuju se u nekoliko njegovih djela: Snjeguljica u San Franciscu, Pjesnikovo vjenčanje (koju je posvetio bračkim precima) i dr.
Iz Čilea je iselio 1970-ih za Pinochetove diktature. Iseljavanje nije bilo puko preseljenje, nego je otišao u egzil.
Bio je čileanski veleposlanik u Berlinu od 2000. do 2003.
Gostovao je na Zagrebačkim književnim razgovorima prigodom predstavljanja prijevoda svoje knjige Nerudin pismonoša.

## Djela
- El entusiasmo, 1967.
- Desnudo en el tejado, 1969.
- Tiro libre, 1973.
- Soñé que la nieve ardía, 1975.
- Novios y solitarios, 1975.
- No pasó nada, 1980.
- La insurrección, 1982.
- Ardiente paciencia, 1985.
- Matchball, 1989.
- La composición, 1998.
- La boda del poeta, 1999.
- La chica del trombón, 2001.
- El baile de la victoria, 2003.
- Un padre de película, 2010.
- Los días del arco iris, 2011.
- Libertad de movimiento, 2015.

Prema romanu Ardiente Paciencia snimljen je film Il Postino (Poštar), koji je osvojio nagradu Američke filmske akademije Oscar za najbolju originalnu glazbu, a bio je nominiran u još pet kategorija, uključujući nominaciju za najbolji adaptirani scenarij.

## Nagrade i priznanja
Djela su mu ušla u 16 antologija u Argentini, Čileu, Francuskoj, Italiji, Meksiku, SAD-u i Španjolskoj. Preveden je na više od 25 jezika.

## Vanjske poveznice
- Biografija i slika  Arhivirana inačica izvorne stranice od 23. svibnja 2006. (Wayback Machine)